# Neodexiopsis tenuicornis
Neodexiopsis tenuicornis är en tvåvingeart som först beskrevs av Wulp 1896.  Neodexiopsis tenuicornis ingår i släktet Neodexiopsis och familjen husflugor. Inga underarter finns listade i Catalogue of Life.